# Horacio Humoller
Horacio Aldo Humoller (Esperanza, Provincia de Santa Fe, Argentina; 12 de diciembre de 1966) es un exfutbolista y actual director técnico argentino. Jugaba como lateral por izquierda y su primer equipo fue Unión de Santa Fe, club donde también se retiró.

## Trayectoria

### Como jugador
Horacio Humoller comenzó su carrera en Sportivo del Norte, donde hizo inferiores y con 17 años debutó en la Primera de la Liga Esperancina de Fútbol. Luego jugó en Bartolomé Mitre, también de Esperanza, donde fue visto por Víctor Bottaniz, quien lo llevó a probarse a Unión de Santa Fe en 1986.
En Unión jugó hasta 1990, y compartió distintos planteles con jugadores como Alberto Acosta, Julio César Toresani, Oscar Passet y Ricardo Altamirano, entre otros, más algunos "veteranos" como Pablo de las Mercedes Cárdenas, Fernando Alí, Roberto Passucci y Mario Alberto. En 1988 le tocó sufrir el descenso tras perder el desempate con Racing de Córdoba en la Bombonera, pero entró en la historia grande del club al año siguiente, tras conseguir el ascenso a Primera División derrotando en la final del Reducido al clásico rival, Colón de Santa Fe.
Luego de jugar un año en la máxima categoría con la camiseta tatengue, fue transferido al Toluca de México, donde estuvo desde mediados de 1990 hasta 1995 y es considerado uno de los grandes ídolos de los Diablos Rojos. Después pasó al Atlante, allí permaneció dos temporadas y en más de una ocasión fue premiado y reconocido dentro del fútbol azteca.
En 1997 regresó al fútbol argentino y se incorporó a Talleres de Córdoba. En el Matador consiguió varios lauros, como por ejemplo el ascenso ganado en 1998 a partir de la victoria obtenida en la final contra Belgrano de Córdoba, el clásico rival; la obtención de la Copa Conmebol en 1999 y la participación en la Copa Libertadores.
En 2002 retornó a Unión de Santa Fe, el club que lo vio debutar como profesional, donde las lesiones comenzaron a aquejarlo. Luego del descenso de 2003 y ya con 36 años, Horacio Humoller decidió colgar los botines y retirarse del fútbol.

### Como entrenador
Una vez retirado, en 2006 comienza a desempeñarse como ayudante de campo de Carlos Trullet en Unión de Santa Fe hasta 2007, cuando se produjo la salida del técnico. En 2010 retornó al club para trabajar en las divisiones inferiores y finalmente, con el ascenso a Primera División en 2011, se hizo cargo de la Reserva haciendo dupla técnica con Nicolás Frutos hasta mediados de 2013.
En el último tiempo, Humoller ha estado abocado a dirigir clubes de la Liga Esperancina de Fútbol, tales como San Lorenzo de Esperanza y Sarmiento de Humboldt.

## Clubes

### Como jugador
| Club                | País      | Año       |
| ------------------- | --------- | --------- |
| Unión de Santa Fe   | Argentina | 1986-1990 |
| Toluca              | México    | 1990-1995 |
| Atlante             | México    | 1995-1997 |
| Talleres de Córdoba | Argentina | 1997-2002 |
| Unión de Santa Fe   | Argentina | 2002-2003 |

### Como asistente técnico
| Club              | País      | Año       |
| ----------------- | --------- | --------- |
| Unión de Santa Fe | Argentina | 2006-2007 |

### Como entrenador
| Club                        | País      | Año       |
| --------------------------- | --------- | --------- |
| Unión de Santa Fe (Reserva) | Argentina | 2011-2013 |
| San Lorenzo de Esperanza    | Argentina | 2014-2016 |
| Sarmiento de Humboldt       | Argentina | 2017      |
| San Lorenzo de Esperanza    | Argentina | 2018-?    |

## Palmarés

### Campeonatos nacionales
| Título             | Club                | Sede      | Año  |
| ------------------ | ------------------- | --------- | ---- |
| Primera B Nacional | Talleres de Córdoba | Argentina | 1998 |

### Copas internacionales
| Título        | Club                | País      | Año  |
| ------------- | ------------------- | --------- | ---- |
| Copa Conmebol | Talleres de Córdoba | Argentina | 1999 |

### Otros logros
| Título                     | Club              | País      | Año  |
| -------------------------- | ----------------- | --------- | ---- |
| Ascenso a Primera División | Unión de Santa Fe | Argentina | 1989 |